# Gareth Gates
Gareth Paul Gates (Bradford, 12 luglio 1984) è un cantante britannico, in attività dal 2002.

## Discografia
- What My Heart Wants to Say (2002)
- Go Your Own Way (2003)
- Pictures of the Other Side (2007)